# В'юнище
В'юни́ще (раніше також — Нянівське В'юнище) — село в Україні, у Малинській міській територіальній громаді Коростенського району Житомирської області. Чисельність населення становить 14 осіб.

## Населення
Наприкінці 19 століття в поселенні проживало 95 осіб, з них 50 чоловіків та 45 жінок, дворів — 7, у 1926 році — 147 осіб, дворів — 29, у 1941 році — 152 особи, дворів — 44.
Відповідно до результатів перепису населення СРСР, кількість населення станом на 12 січня 1989 року становила 37 осіб. Станом на 5 грудня 2001 року, відповідно до перепису населення України, кількість мешканців села становила 19 осіб.

### Мова
Розподіл населення за рідною мовою за даними перепису 2001 року:
| Мова       | Кількість | Відсоток |
| ---------- | --------- | -------- |
| українська | 17        | 89.48%   |
| російська  | 1         | 5.26%    |
| білоруська | 1         | 5.26%    |
| Усього     | 19        | 100%     |

## Історія
Відоме з 19 століття. Наприкінці 19 століття — хутір Малинської волості Радомисльського повіту Київської губернії. Відстань до повітового центру, м. Радомисль — 25 верст, до центру волості містечка Малин, де знаходилися найближчі телеграфна та поштова земська станції — 11 верст, до найближчої пароплавної станції у Чорнобилі — 103 версти. Основним заняттям мешканців було хліборобство. На хуторі числилося 104 десятини землі, яка належала різним прошаркам населення. Господарювали за трипільною сівозміною.
У 1923 році включений до складу новоствореної Нянівської сільської ради, яка 7 березня 1923 року увійшла до складу новоутвореного Малинського району Малинської округи. 21 жовтня 1925 року передане до складу новоутвореної Елівської (Єлівської) сільської ради Малинського району. У 1941—44 роках — центр сільської управи. У 1950-х роках віднесене до категорії сіл. 14 березня 1960 року, внаслідок об'єднання сільських рад, село підпорядковане Горинській (у 1965—88 роках — Березинська) сільській раді Малинського району.
12 червня 2020 року, відповідно до розпорядження Кабінету Міністрів України № 711-р «Про визначення адміністративних центрів та затвердження територій територіальних громад Житомирської області», територію та населені пункти Горинської сільської ради включено до складу Малинської міської територіальної громади Коростенського району Житомирської області.